# Beuzeville
Beuzeville je naselje in občina v severnem francoskem departmaju Eure regije Zgornje Normandije. Naselje je leta 2008 imelo 3.649 prebivalcev.

## Geografija
Kraj leži v pokrajini Normandiji 66 km zahodno od Rouena.

## Uprava
Beuzeville je sedež istoimenskega kantona, v katerega so poleg njegove vključene še občine Berville-sur-Mer, Boulleville, Conteville, Fatouville-Grestain, Fiquefleur-Équainville, Fort-Moville, Foulbec, La Lande-Saint-Léger, Manneville-la-Raoult, Martainville, Saint-Maclou, Saint-Pierre-du-Val, Saint-Sulpice-de-Grimbouville, Le Torpt in Vannecrocq z 9.203 prebivalci.
Kanton Beuzeville je sestavni del okrožja Bernay.

## Zanimivosti
- cerkev sv. Helerija iz 12. do 17. stoletja,
- zaščiteno območje narave v zgornji dolini reke Morelle.